# Kloster St. Walburg

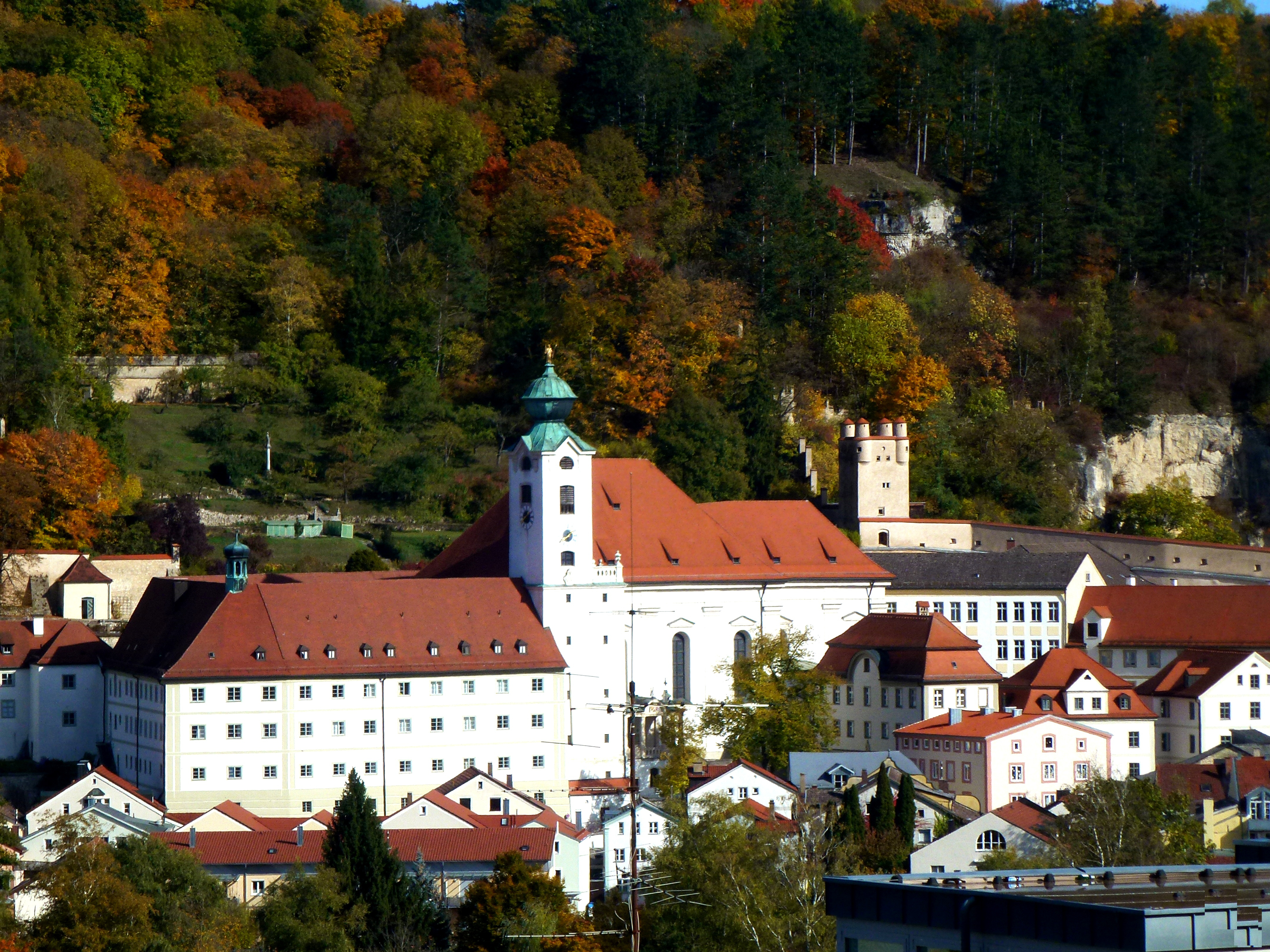
Kloster und ehemalige Pfarrkirche St. Walburg

Das Kloster St. Walburg ist eine Abtei der Benediktinerinnen in Eichstätt in der bayerischen Diözese Eichstätt.

## Geschichte des Klosters

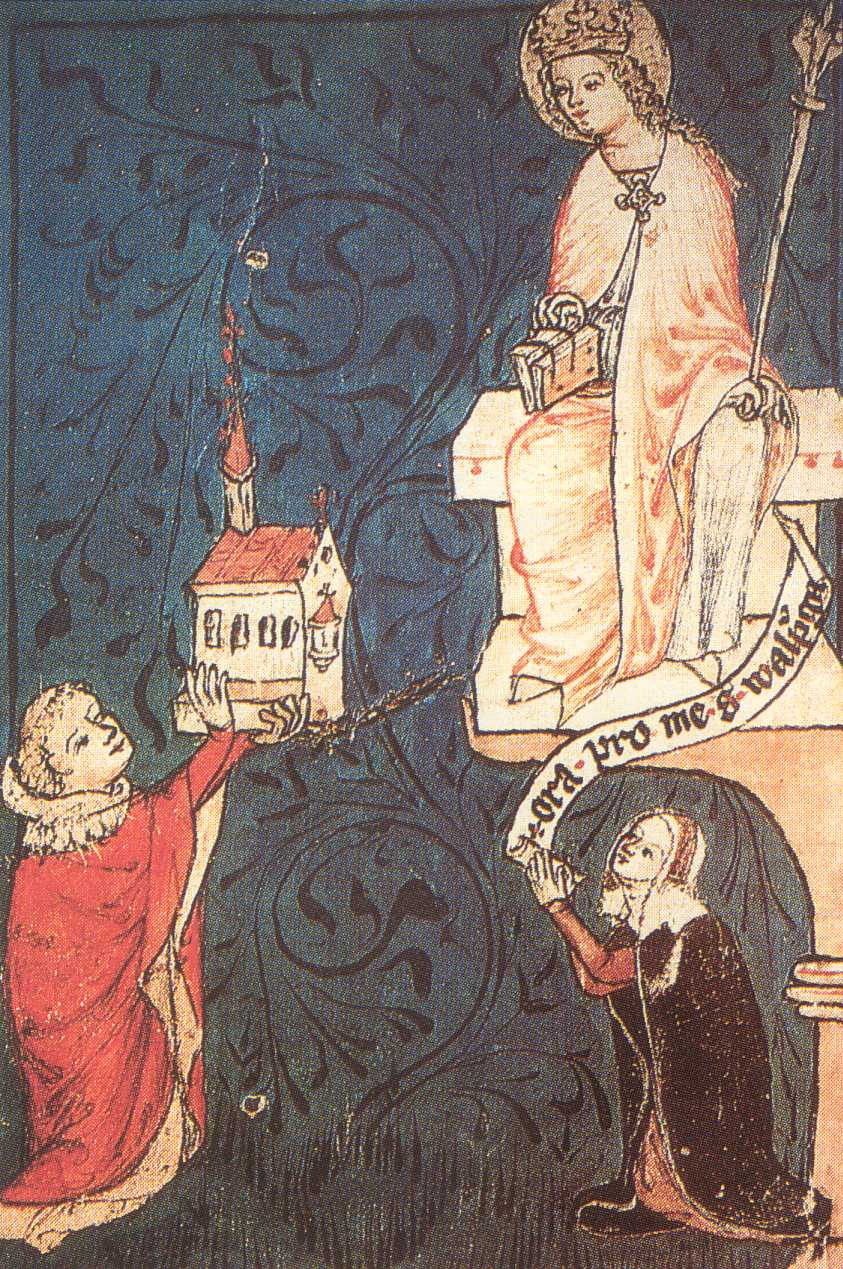
Leodegar von Lechsgmünd und Graisbach stiftet das Kloster St. Walburg Eichstätt. Pergamentmalerei um 1360

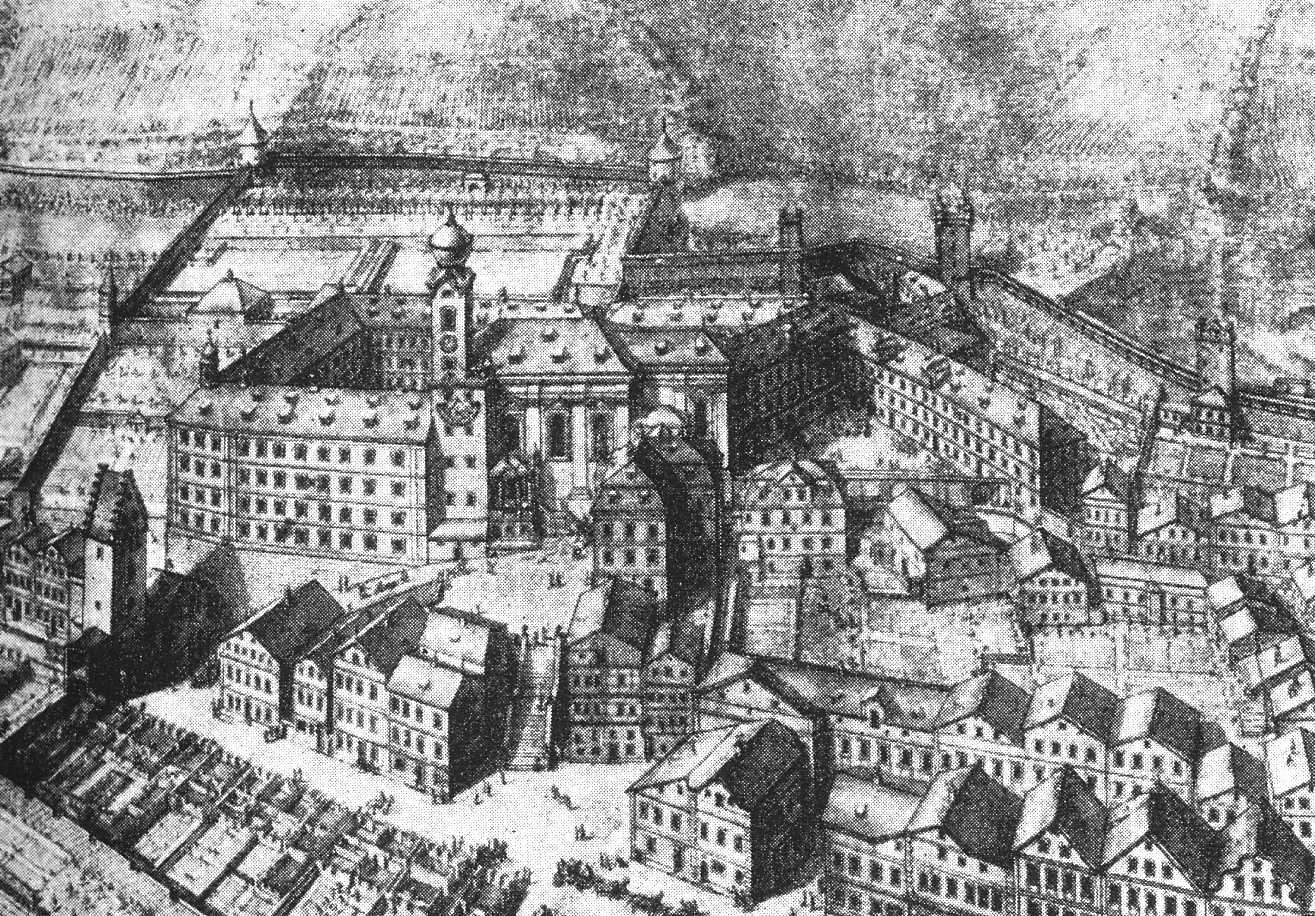
Das Kloster in einer Tuschezeichnung von Maurizio Pedetti 1794

Die Gebeine der heiligen Walburga († 779) wurden ca. 100 Jahre nach ihrem Tod, zwischen 870 und 879, unter Bischof Otgar (auch Otkar) von Eichstätt von ihrem Kloster Heidenheim am Hahnenkamm an die Stelle des heutigen Klosters transferiert, wo ein Kreuzkirchlein stand, das schon bald den Namen der Heiligen bekam. Bald siedelten sich hier Kanonissen an. Am 24. Juni 1035 stiftete der heilige Liutger (Leodegar) Graf von Lechsgmünd und Graisbach († 1074) auf Anregung von Bischof Heribert von Eichstätt das bis heute bestehende Benediktinerinnen-Kloster. Die erste Äbtissin, Imma, war eine Nichte Leodegars. Zur Gründungsausstattung gehörten Güter in Böhmfeld, Pietenfeld, Dietfurt, Rehlingen, Langenaltheim, Sulzdorf und im südöstlich von Rain gelegenen bayerischen Dorf Gempfing.
Unter Bischof Johann III. von Eych (reg. 1445–1464) wurde das Kloster, inzwischen zu einer gefragten Einrichtung zur Versorgung adeliger Töchter geworden, nach langjährigen Widerständen im Geiste der Konzilien von Konstanz und Basel reformiert. Im Schwedenkrieg wurden die Klostergebäude 1634 größtenteils eingeäschert. Sie wurden in der Barockzeit wiederaufgebaut.
Das Kloster wurde zwar 1806 beim Übergang des Hochstiftes Eichstätt an Bayern säkularisiert, aber wegen ihres einstimmigen Votums, ihren Gelübden treu bleiben und im Kloster verbleiben zu wollen, erhielten die Nonnen die Erlaubnis, als Gemeinschaft ihr klösterliches Leben in St. Walburg fortzusetzen. 1835 erfolgte auf Veranlassung König Ludwigs I. von Bayern eine Erneuerung des Klosters; der noch 13 Schwestern zählende Konvent erhielt die Erlaubnis, wieder Novizinnen aufzunehmen, allerdings mit der Auflage, Unterricht und Erziehung der Mädchen der Stadt Eichstätt zu übernehmen. 1914 wurde das Kloster durch König Ludwig III. von Bayern zur Abtei erhoben. Die Klosterkirche (die Nonnen hatten von jeher einen eigenen Chorraum), seit alter Zeit auch Pfarrkirche, ist mit dem Grab der heiligen Walburga eine beliebte Wallfahrtsstätte.
Das Kloster St. Walburg besitzt eine starke Bindung in die Neue Welt. Die Eichstätter Ordensfrau, Mutter Benedicta Riepp, geboren am 28. Juni 1825 in Waal/Schwaben, gestorben am 15. März 1862 in St. Joseph, Minnesota, USA, kam im Jahre 1852 als erste Benediktinerpriorin zusammen mit zwei Mitschwestern nach Nordamerika. Der Anfang in der deutschen Auswanderer-Kolonie St. Mary, mitten in den Urwäldern Pennsylvanias, war hart und entbehrungsreich. Unterstützungsgelder des bayerischen Ludwig-Missionsvereines wurden von Pater Bonifaz Wimmer, nachmaliger Erzabt und Präsident der Amerikanisch-Cassinensischen Benediktinerkongregation, für andere, weil ‚vordringlichere‘ Projekte verwendet. Aus Sorge um das Wohl der ihr anvertrauten Schwestern kam es deshalb zum Bruch zwischen Mutter Benedicta und Pater Wimmer. Im Jahre 1859 entschied Papst Pius IX., dass künftig „den zuständigen Bischöfen das Recht zugestanden (wird)“, den weiblichen Angehörigen des Ordens die einfachen Gelübde zu genehmigen. Damit war die Trennung des weiblichen Zweigs des Ordens vom männlichen sanktioniert.
Aus diesen Anfängen entwickeln sich drei große, bald selbständige Kongregationen von Benediktinerinnen in den USA mit insgesamt über 50 Prioraten.
Eine bedeutende Äbtissin des 20. Jahrhunderts war Maria Anna Benedicta von Spiegel. Am 16. Februar 1985 wurde die Äbtissin von St. Walburg, M. Franziska Salesia Kloos OSB, gewählt. Am 27. Dezember 2018 trat diese von ihrem Amt zurück. Am 4. Januar 2019 wurde unter Vorsitz von Gregor Maria Hanke Hildegard Dubnick aus der Abtei zur heiligen Walburga in Virginia Dale, Colorado (USA) zur 60. Äbtissin gewählt. Am 24. März 2024 legte sie ihr Amt nieder. Unter ihr wurden im Jahr 2022 Sanierungsarbeiten an der Abtei beendet und ein Gästehaus „St. Anna“ eingeweiht.

## Liste der Äbtissinnen
| Nummer | Name                                                 | von                                       | bis                     |
| ------ | ---------------------------------------------------- | ----------------------------------------- | ----------------------- |
|        | Imma                                                 | 24. Juli 1035                             | 1042 (letzte Erwähnung) |
|        | Imiga                                                | 1134                                      |                         |
|        | Gisila                                               | 1140 (?)                                  | 1149                    |
|        | Berhteradis, Berchteradis                            | 1167                                      |                         |
|        | Liuchardis, Livchardis von Walting                   | 1199                                      |                         |
|        | Kunegundis von Aue                                   | ca. 1237                                  | 1246                    |
|        | Mechtildis                                           | 1259 (erste Erwähnung)                    | 1261 (letzte Erwähnung) |
|        | Gertrudis                                            | 1271 (erste Erwähnung)                    | 1297 (letzte Erwähnung) |
|        | Offemia von Emmendorf                                | 1299 (erste Erwähnung)                    | 1321 (letzte Erwähnung) |
|        | Margareta                                            | 1321 (erste Erwähnung)                    | 1329 (letzte Erwähnung) |
|        | Sophia von Hüttingen                                 | 1333 (erste Erwähnung)                    | 1367 (letzte Erwähnung) |
|        | Katharina von Dachsoler                              | 1367 (erste Erwähnung)                    | 3. Februar 1385         |
|        | Margareta von Hagel                                  | 1385 (erste Erwähnung)                    | 1388 (letzte Erwähnung) |
|        | Katharina von Seckendorff                            | 1389 (erste Erwähnung)                    | 1411 (letzte Erwähnung) |
|        | Anna von Rechenberg                                  | 1412 (erste Erwähnung)                    | 1442 (letzte Erwähnung) |
|        | Elisabeth von Seckendorff                            | 1443 (erste Erwähnung)                    | 1456 (Resignation)      |
| 31     | Sophia                                               | 1456 (?)                                  | 18. Juli 1475           |
| 32     | Ursula von Reichenau                                 | 1475                                      | 15. Januar 1486         |
| 33     | Walburga von Fraunberg                               | 1486                                      | 19. November 1493       |
| 34     | Margareta von Schaumberg                             | 29. November 1493                         | 8. Januar 1508          |
| 35     | Walburga von Absberg                                 | 26. Januar 1508                           | 24. Januar 1538         |
| 36     | Margareta von Seckendorff                            | 15. Februar 1538                          | 27. oder 28. Mai 1575   |
| 37     | Felicitas Dietlin                                    | 16. Juni 1575                             | 13. Mai 1588            |
| 38     | Eugenia Rumpffin                                     | 31. Mai 1588                              | 3. April 1600           |
| 39     | Susanna Lodenmayrin                                  | 20. April 1600                            | 22. Mai 1625            |
| 40     | Eugenia Thiermayrin                                  | 31. Mai 1625                              | 22. Juli 1630           |
| 41     | Helena Catharina Grossin von Trockau und Zeulenreuth | 21. Oktober 1630                          | 10. November 1651       |
| 42     | Jakobina Wernerin                                    | 30. Januar 1652                           | 16. Januar 1659         |
| 43     | Walburga Spaiserin                                   | 21. März 1659                             | 23. März 1661           |
| 44     | Christina Radigin                                    | 12. Mai 1661 (Administratorin)            | 16. September 1677      |
| 45     | Cordula Litzlerin                                    | 20. März 1678                             | 3. Dezember 1704        |
| 46     | Barbara Schmaussin                                   | 21. Januar 1705                           | 21. April 1730          |
| 47     | Adelgundis Pettenkoferin I.                          | 11. Mai 1730                              | 10. Juni 1756           |
| 48     | Willibalda von Heugel                                | 5. August 1756                            | 19. Februar 1768        |
| 49     | Adelgundis Pettenkoferin II.                         | 13. April 1768                            | 6. Juni 1779            |
| 50     | Antonia von Heugel                                   | 18. August 1779                           | 12. Januar 1799         |
| 51     | Michaela Morasch                                     | 30. Januar 1799                           | 23. Mai 1826            |
| 52     | Willibalda Schmittner                                | 1826 (Oberin) 1835 (Priorin)              | 1848                    |
| 53     | Emmerama Streitl                                     | 1836 (Priorin)                            | 1848                    |
| 54     | Ludovica Bauer                                       | 1848 (Priorin)                            | 1849                    |
| 55     | Eduarda Schnitzer                                    | 1849 (Priorin)                            | 9. Januar 1902          |
| 56     | Karolina Kroiß                                       | 2. Februar 1902 (Priorin) 1914 (Äbtissin) | 1926                    |
| 57     | Maria Anna Benedicta von Spiegel                     | 16. August 1926                           | 17. Februar 1950        |
| 58     | Augustina Weihermüller                               | 25. März 1950                             | 1985                    |
| 59     | Franziska Kloos                                      | 16. Februar 1985                          | 27. Dezember 2018       |
| 60     | Hildegard Dubnick                                    | 4. Januar 2019                            | 24. März 2024           |
| 61     | Elisabeth Hartwig                                    | 28. Oktober 2024                          |                         |

## Tätigkeiten
Neben dem feierlichen Stundengebet, der vornehmsten Aufgabe einer benediktinischen Gemeinschaft, betreiben die Nonnen einen Klosterladen und ein Gästehaus. Außerdem sind sie in folgenden Bereichen tätig: Hauswirtschaft, Garten, verschiedene Werkstätten, Kindergarten, Grundschule sowie die Betreuung von Pilgern.
Außerdem besitzt die Abtei ein Archiv mit spätmittelalterlichen Handschriften und Musikhandschriften sowie eine Bibliothek mit etwa 20.000 Bänden, von denen 5.080 Bände aus dem 16. bis 19. Jahrhundert stammen. Der Nachweis und die Benutzung der Bestände wird über die Universitätsbibliothek Eichstätt-Ingolstadt ermöglicht.  In den 1990er Jahren erfolgte durch den Verlag Belser Wissenschaftlicher Dienst die Verfilmung und Veröffentlichung ausgewählter Altbestandstitel als Mikrofiche-Ausgabe Edition St. Walburg, die mittlerweile über die Datenbanken Mystik & Aszese des 16. - 19. Jahrhunderts sowie Religion & Theologie des 16. - 19. Jahrhunderts online abrufbar sind. Die Klosterbibliothek gehört der Arbeitsgemeinschaft Katholisch-Theologischer Bibliotheken (AKThB) an.

## Die Kloster- und Pfarrkirche

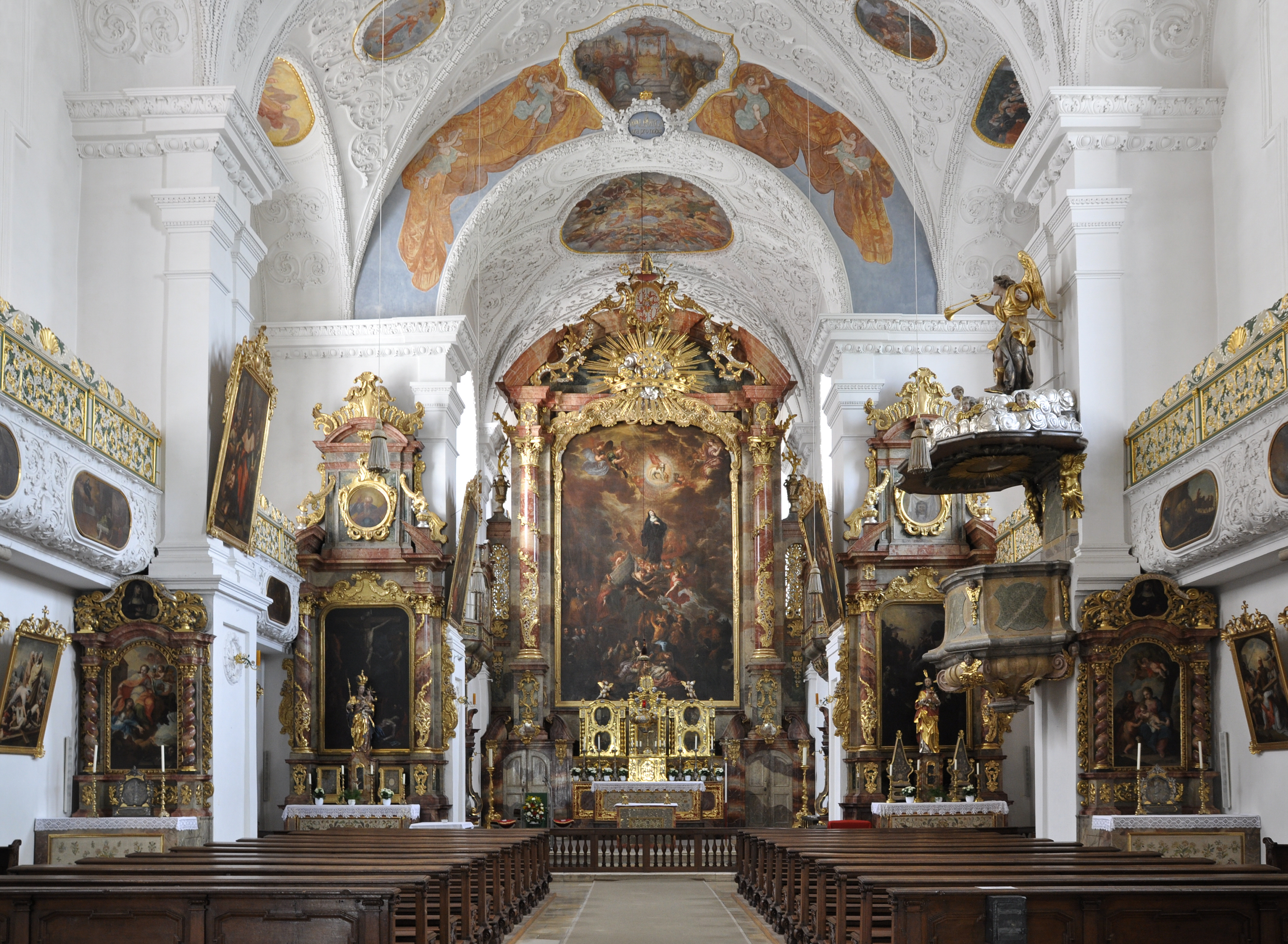
Innenraum mit Hochaltar

Anstelle der Kreuzkirche wurde unter Bischof Heribert eine romanische Kirche erbaut. In der Barockzeit ist diese niedergelegt worden, und an ihrer Stelle entstand unter Bischof Johann Christoph von Westerstetten und der Äbtissin Eugenie Thürmeier noch während des Schwedenkriegs 1629 bis 1631 die heutige Kirche als einschiffiger Bau mit langgestreckter, die Stadtansicht beherrschenden Schau- und Südseite, während die Totengruft unter dem Langhaus unverändert blieb. Baumeister war Martino I. Barbieri. Nachdem die Schweden die Kirche geplündert hatten, wurde von 1664 an bis ins 18. Jahrhundert hinein an ihrer Vollendung gearbeitet.

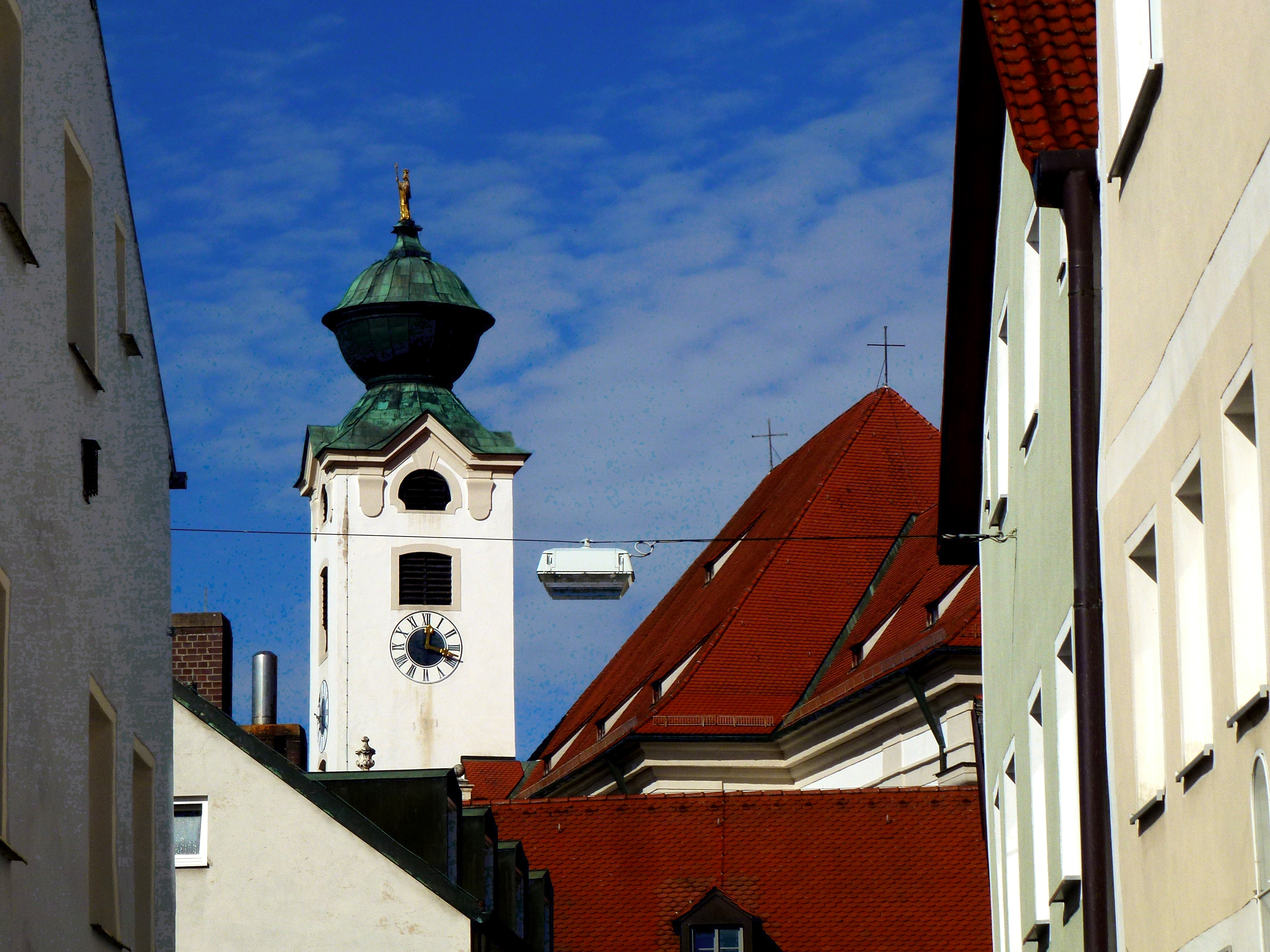
Turm

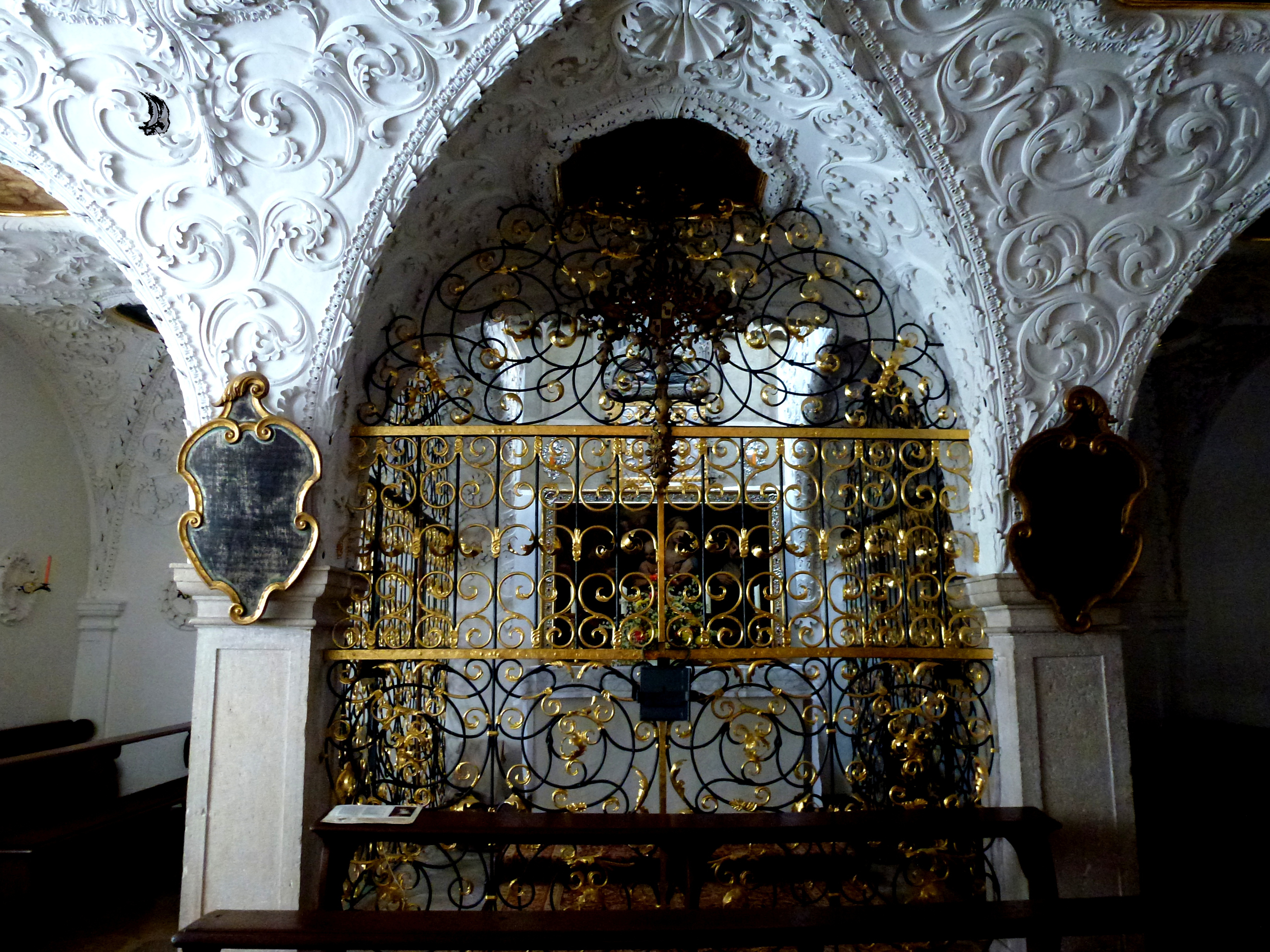
Krypta mit Reliquien der Hl. Walburga

Die frühbarocke Wandpfeilerkirche beherbergt sieben Barockaltäre und ausgezeichneten Filigranstuck von 1706. Das große der Kirchenpatronin gewidmete Altarblatt des Hochaltars malte Joachim von Sandrart. Die beiden großen Seitenaltäre sind im Entwurf ein Werk von Karl Engel.
Der kuppelgekrönte, an der Spitze mit einer Figur der hl. Walburga versehene Turm wurde 1746 in der heutigen Gestalt gebaut. Zum Kircheneingang gelangt man über eine Podesttreppe und durch eine Loggia, unter der sich die Alexius-(früher: Agnes-)Kapelle befindet. Die vom Chor aus und von außen zugängliche Gruft der hl. Walburga im Osten der Kirche hat ein Ober- und ein Untergeschoss mit vielen Votivbildern. Unter dem Steinsarkophag sammelt sich im Winter Wasser, das nachweislich seit dem 11. Jahrhundert als „Walburgisöl“ von den Nonnen an Gläubige abgegeben wird.
Seit wann die Pfarrei St. Walburg besteht, ist unklar; jedenfalls sind die Namen der Pfarrer seit Anfang des 13. Jahrhunderts überliefert. 1465 wurde die Mariahilfkapelle in Klosternähe als Filialkirche von St. Walburg errichtet. Der Pfarrfriedhof wurde 1534 nach Westen zur Kapelle des hl. Michael verlegt. 1634 wurden fast alle Gebäude des Walburgischen Pfarrdistrikts von den Schweden eingeäschert. Nach der Säkularisation wurde die Pfarrei 1814 neu organisiert. Es wurde die finanziellen Grundlagen für die Weiterexistenz von Pfarrer, zwei Kaplänen und einem Mesner neu geschaffen. Die von den Nonnen betriebenen Mädchenschulen wurden der Stadt übertragen.
Mit Einpfarrung in die Dompfarrei wurde die Pfarrei Sankt Walburg am 1. Januar 2011 per Dekret von Bischof Gregor Maria Hanke OSB aufgelöst. Die Kirche ist nun nur noch Abtei- und Wallfahrtskirche.

## Orgel

### Orgel Westempore

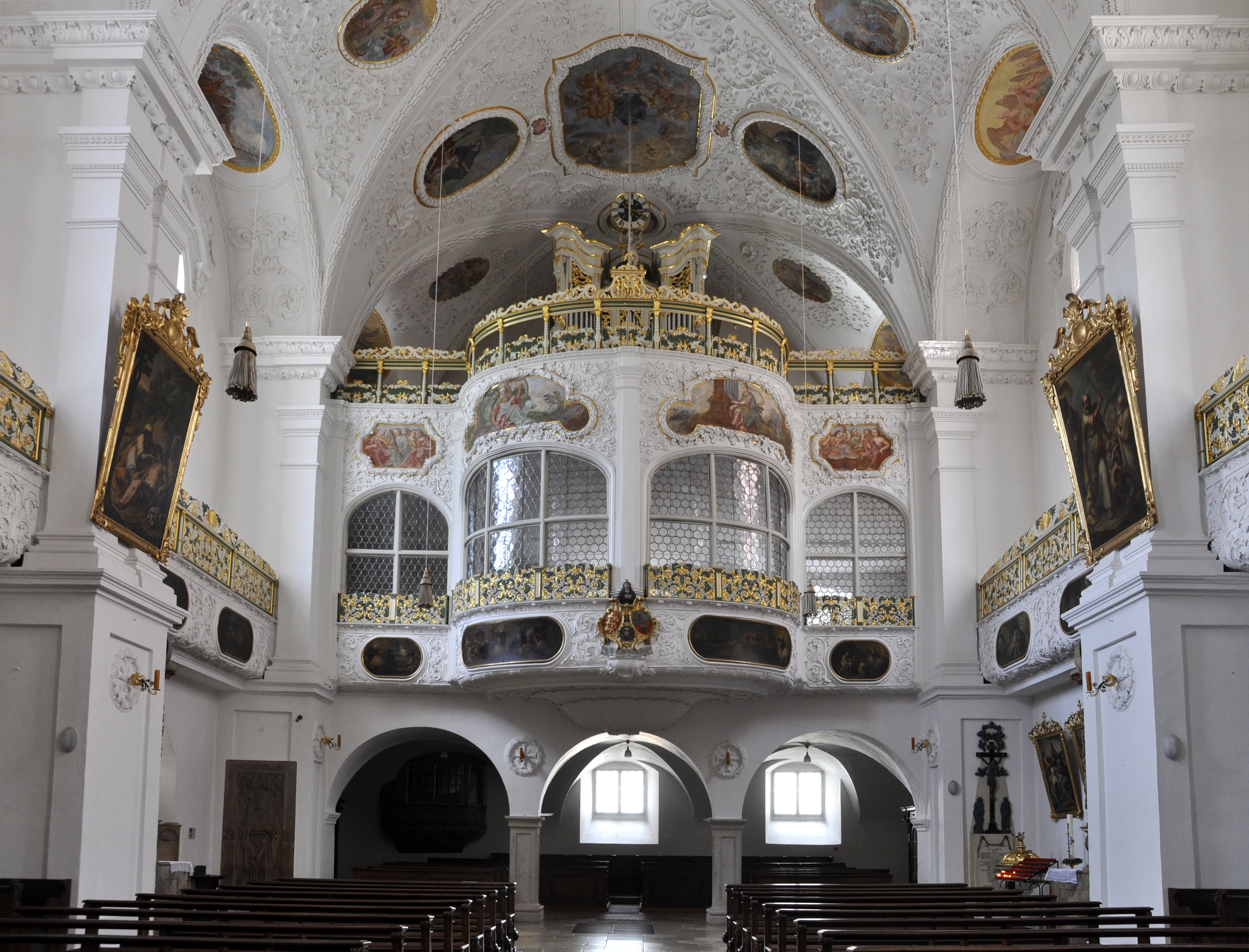
Westempore mit Nonnenchor und Orgel

Auf der Westempore befindet sich eine Orgel in einem historischen Rokokogehäuse aus dem Jahre 1743. Das Schleifladen-Instrument wurde 1996 von der Firma Orgelbau Mathis gebaut. Es hat 27 Register, verteilt auf zwei Manuale und Pedal. Die Spiel- und Registertrakturen sind mechanisch.
| I Hauptwerk C–g3 |               |       |
| 1.               | Bourdon       | 16′   |
| 2.               | Principal     | 08′   |
| 3.               | Gedeckt       | 08′   |
| 4.               | Amorosa       | 08′   |
| 5.               | Octave        | 04′   |
| 6.               | Rohrflöte     | 04′   |
| 7.               | Quinte        | 2 ⁄3′ |
| 8.               | Octave        | 02′   |
| 9.               | Mixtur III-IV | 1 ⁄3′ |
| 10.              | Trompete      | 08′   |

| II Schwellwerk C–g3 |                 |       |
| 11.                 | Hohlflöte       | 8′    |
| 12.                 | Salicional      | 8′    |
| 13.                 | Vox coelestis   | 8′    |
| 14.                 | Principal       | 4′    |
| 15.                 | Spitzflöte      | 4′    |
| 16.                 | Sesquialtera II | 2 ⁄3′ |
| 17.                 | Waldflöte       | 2′    |
| 18.                 | Quinte          | 1 ⁄3′ |
| 19.                 | Mixtur IV       | 2′    |
| 20.                 | Oboe            | 8′    |
|                     | Tremulant       |       |

| Pedal C–f1 |             |     |
| 21.        | Principal   | 16′ |
| 22.        | Subbass     | 16′ |
| 23.        | Octave      | 08′ |
| 24.        | Gedecktbass | 08′ |
| 25.        | Choralbass  | 04′ |
| 26.        | Posaune     | 16′ |
| 27.        | Zinke       | 08′ |

- Koppeln: II/I, I/P, II/P.

### Orgel Nonnenchor
Die Orgel im Nonnenchor wurde 1992 von Orgelbau Mathis gebaut. Sie hat elf Register, zwei Manuale und Pedal.
| I Hauptwerk C–g3 |           |       |
| 1.               | Rohrflöte | 8′    |
| 2.               | Principal | 4′    |
| 3.               | Flöte     | 2′    |
| 4.               | Mixtur    | 1 ⁄3′ |
| 5.               | Regal     | 8′    |

| II Schwellwerk C–g3 |            |       |
| 6.                  | Gedackt    | 8′    |
| 7.                  | Salicional | 8′    |
| 8.                  | Spitzflöte | 4′    |
| 9.                  | Quinte     | 1 ⁄3′ |
|                     | Tremulant  |       |

| Pedal C–f1 |         |     |
| 10.        | Subbass | 16′ |
| 10.        | Pommer  | 08′ |

- Koppeln: II/I, I/P, II/P.[13]

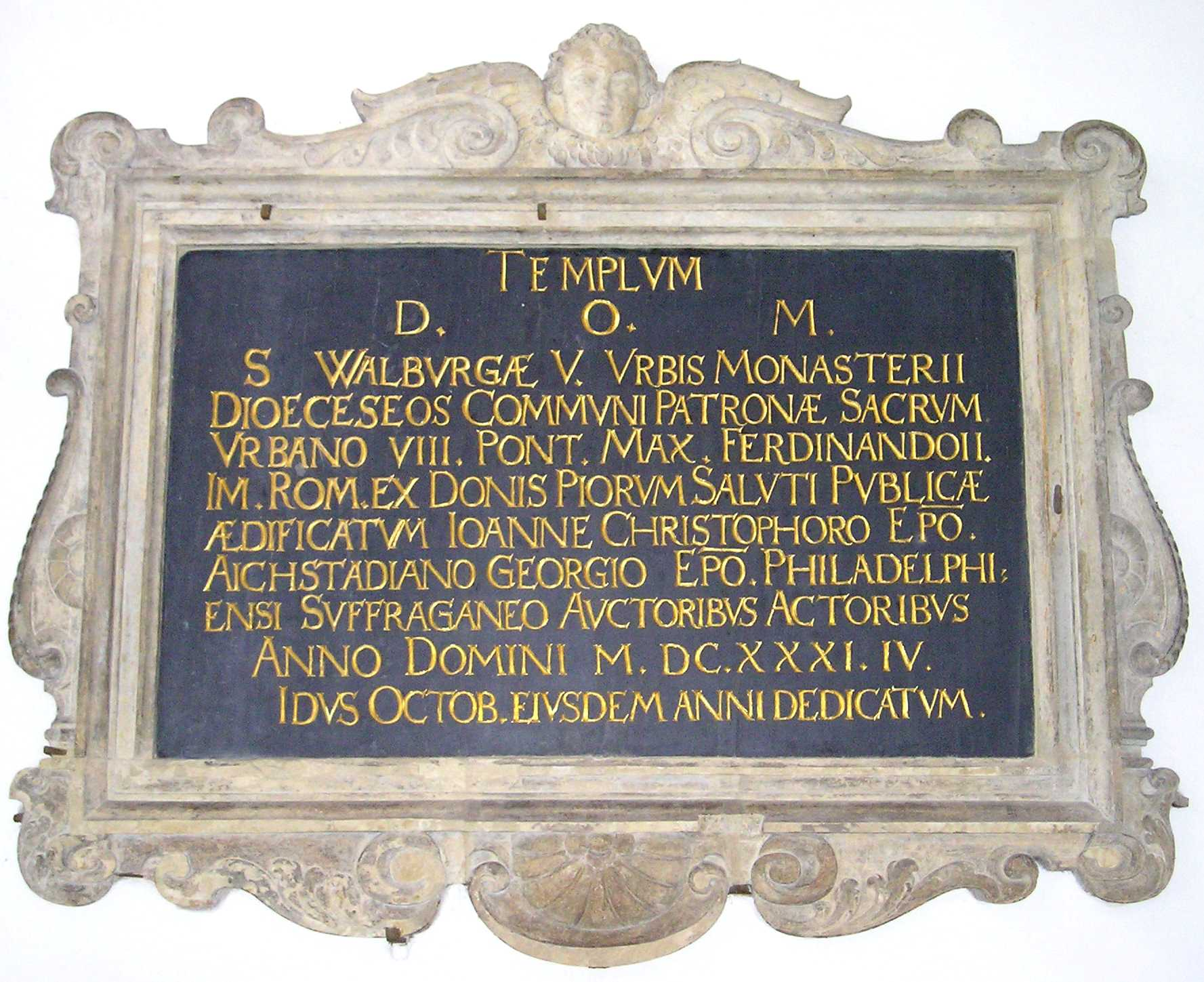
Diese Tafel im Eingangsbereich der Kirche erinnert an Fürstbischof Johann Christoph von Westerstetten
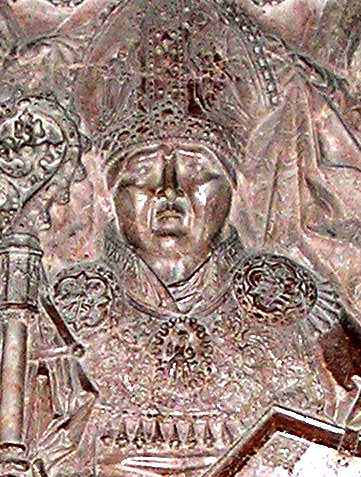
Ausschnitt aus dem Epitaph von Johann III. von Eych
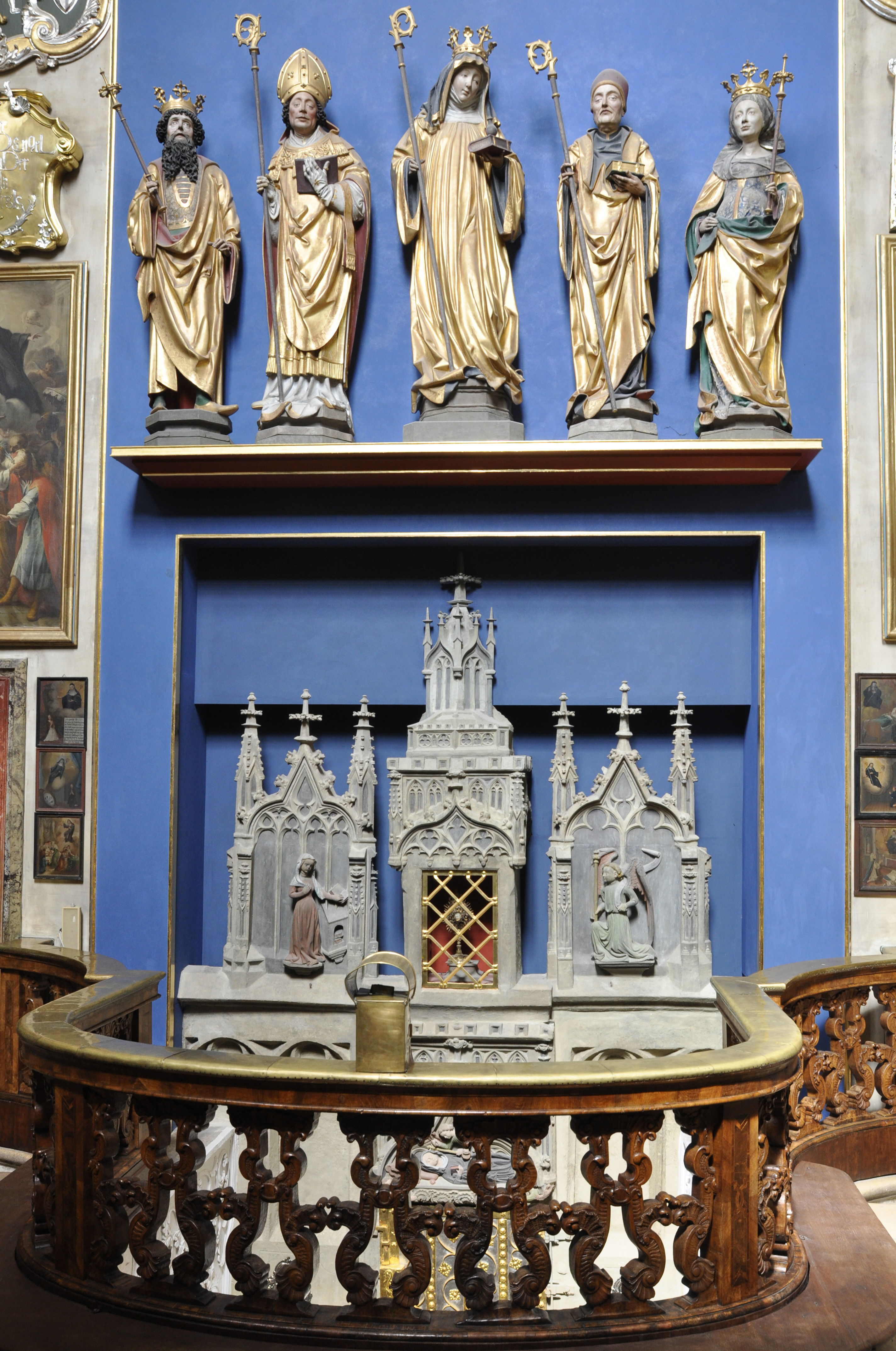
Die Krypta mit den Reliquien der Hl. Walburga
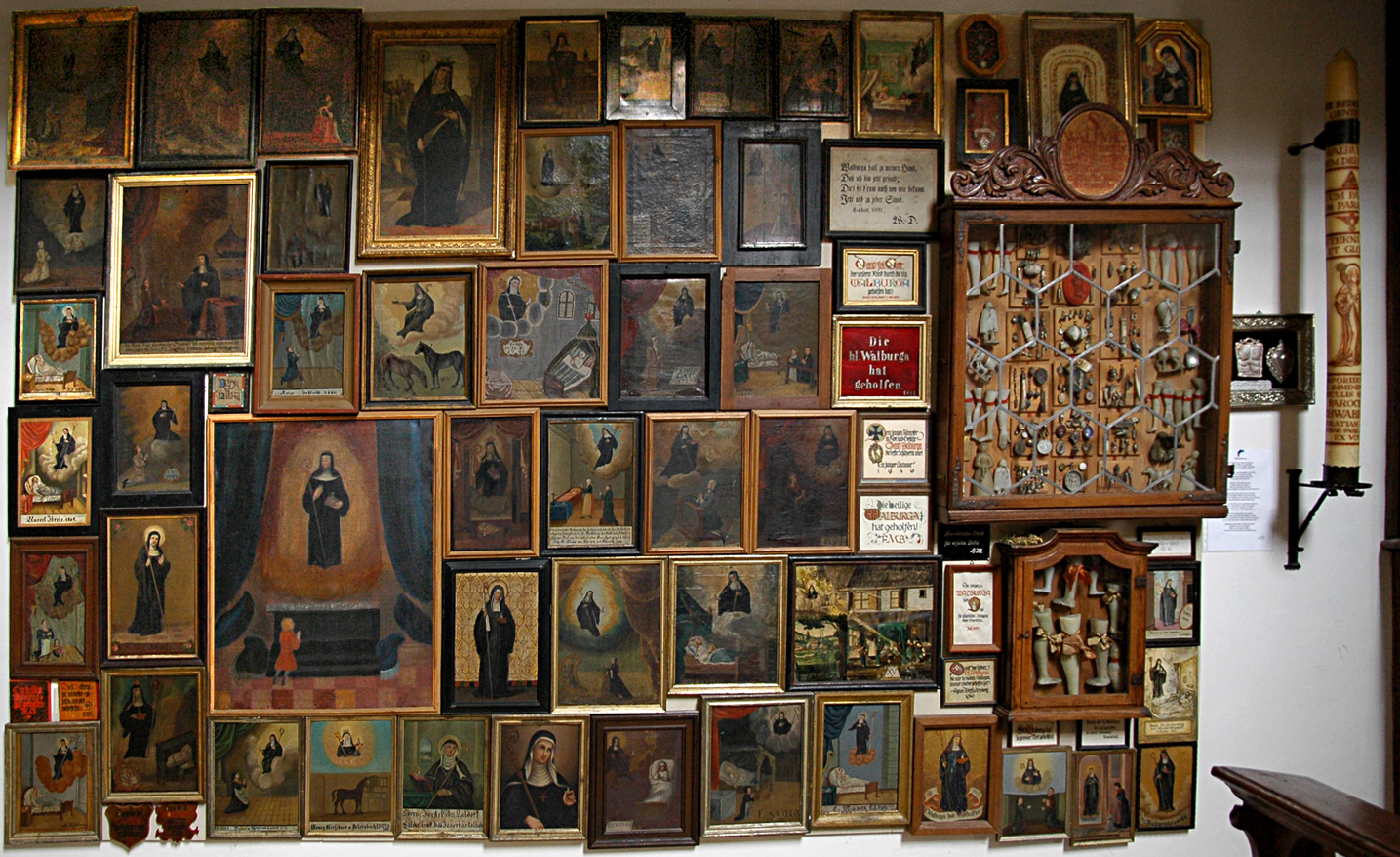
Votivbilder in der Krypta
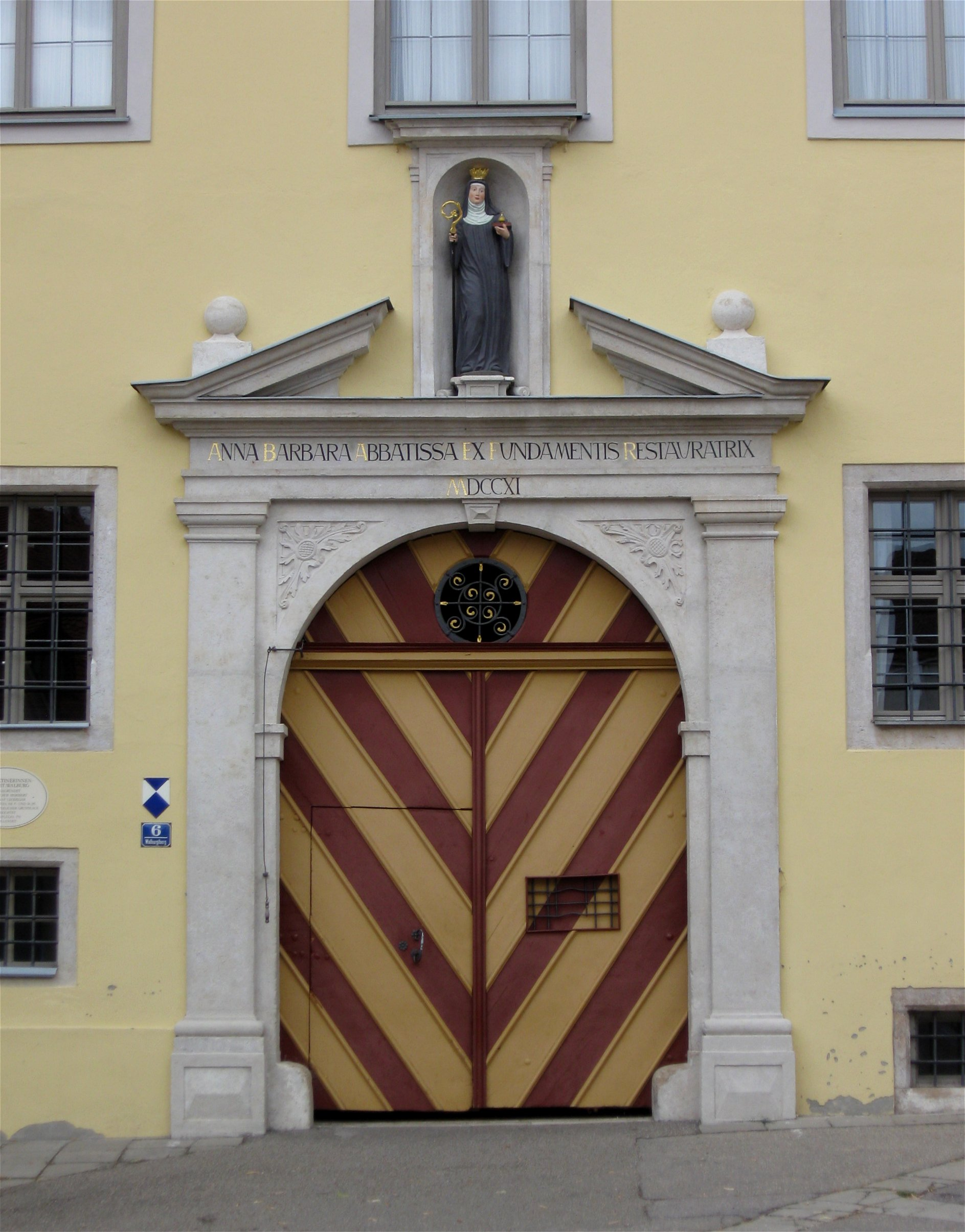
Klostertor